# Graphania olivea
Graphania olivea är en fjärilsart som beskrevs av Watt 1916. Graphania olivea ingår i släktet Graphania och familjen nattflyn. Inga underarter finns listade i Catalogue of Life.